# Termas de Vésone
Las termas de Vésone son un conjunto de termas públicas romanas diseminadas por la antigua ciudad de Vésone, en la actual Périgueux (Dordoña). Las excavaciones han permitido identificar tres de ellas: las termas de Godofre, las termas situadas entre la calle de Campniac y la calle de Vésone, y las termas de la calle La Calprenède.
Los descubrimientos arqueológicos y los documentos históricos sólo permiten realizar estudios parciales de las prácticas de baño en la ciudad. Sin embargo, los escasos resultados obtenidos demuestran que las termas de Vésone fueron importantes centros de actividad en los siglos I y II.
La administración de los baños públicos estaba sujeta a una gran regularidad. Se fijaban horarios con antelación para los baños calientes y, una vez finalizado el tiempo, sólo había baños fríos a disposición de los bañistas. Las mujeres y los hombres se bañaban a horas diferentes, o disponían de salas separadas. La entrada y la salida de los baños se anunciaban con una campana. Los notables acudían allí por la tarde, para hacerse masajes con ungüentos, depilar, perfumar y maquillarse, prácticas que resultaron ser, en su momento, privilegios muy lujosos en las ciudades romanas. Los bañistas debían pagar una tasa para entrar en las termas, hasta el reinado del emperador Antonino Pío (138-161), que hizo gratuito el acceso.

## Lugar y usos de las termas en la ciudad antigua
Fue durante el siglo I cuando Vesunna (adaptada al francés como Vésone), como ciudad romana, experimentó su mayor desarrollo, principalmente urbanístico, donde se construyeron los mayores monumentos públicos según planos romanos, como la Torre de Vesunna, el foro, el anfiteatro y las termas. Vesunna y Mediolanum Santonum (futura ciudad de Saintes), unidas por una vía romana, han mantenido durante mucho tiempo una rivalidad urbana y se han inspirado mutuamente a través de estas construcciones.
Según las últimas investigaciones realizadas por Alain Bouet en 2007, se pueden identificar tres termas públicas en Vésone: las termas de Godofre, las situadas entre la rue de Campniac y la rue de Vésone y las de la rue La Calprenède. Los descubrimientos arqueológicos y los documentos históricos solo permiten estudiar parcialmente la práctica balnearia en Vésone.
Preocupados por su higiene, a los notables galo-romanos de Vesone les gustaba cuidar su cuerpo y conocían los fundamentos de la medicina. Las termas, lugares de baño y relajación, eran frecuentadas por todas las |clases sociales de la sociedad romana. Formaban parte de los edificios construidos en Vésone para mejorar la vida de la ciudad y mantener la cohesión y la paz social. Los individuos adinerados poseían baños privados, como los de la domus de los Bouquets, y también frecuentaban los baños públicos, importantes lugares de reunión y debate en Vésone. La instruida población de Vésone acudía a escuchar y pronunciar discursos o dedicarse a disertaciones filosóficas, en las gradasssituadas en el interior de los nichos de las termas.

## Termas de Godofre

### Resultados de las excavaciones arqueológicas

#### Descubrimiento de unos restos en elsigloXIX
Orientados al noroeste/sureste, los baños públicos de Godofre se encuentran en el distrito sureste de Vésone, a orillas del Isle, a 89,60 m de su orilla norte. Eran las termas más grandes e imponentes de la ciudad.Nada queda de estos baños en el siglo XXI, ya que los restos fueron destruidos en gran parte unos años antes de la Revolución francesa, cuando se iba a construir un huerto en lugar de los escombros del castillo de Godofre. Se trataba de una antigua torre de agua situada en este mismo lugar en el siglo XV  y cuyo propietario del lugar hacia 1500, Gérald Godefre (o Godofre) era un cónsul de la ciudad de la Cité, nacido en la Edad Media sobre los cimientos de Vésone.
A principios del XIX, las termas aún se conservaban sobre una altura de 0,64 m. Los restos encontrados en abundancia tras remover la tierra son principalmente cerámicas, capiteles de columnas, fustes lisos o estriados,tejas y ladrillos. Durante las excavaciones arqueológicas, también se encontraron numerosas medallas y monedas en los desagües llenos de cenizas, en particular, una moneda de plata que representa al emperador romano Vespasiano (69-79) y otra de bronce que representa al emperador Cómodo (180-192). A falta de interés por los restos en esta época, su volumen es tan grande que se utilizaban principalmente para terraplenar un camino cercano.

Monedas
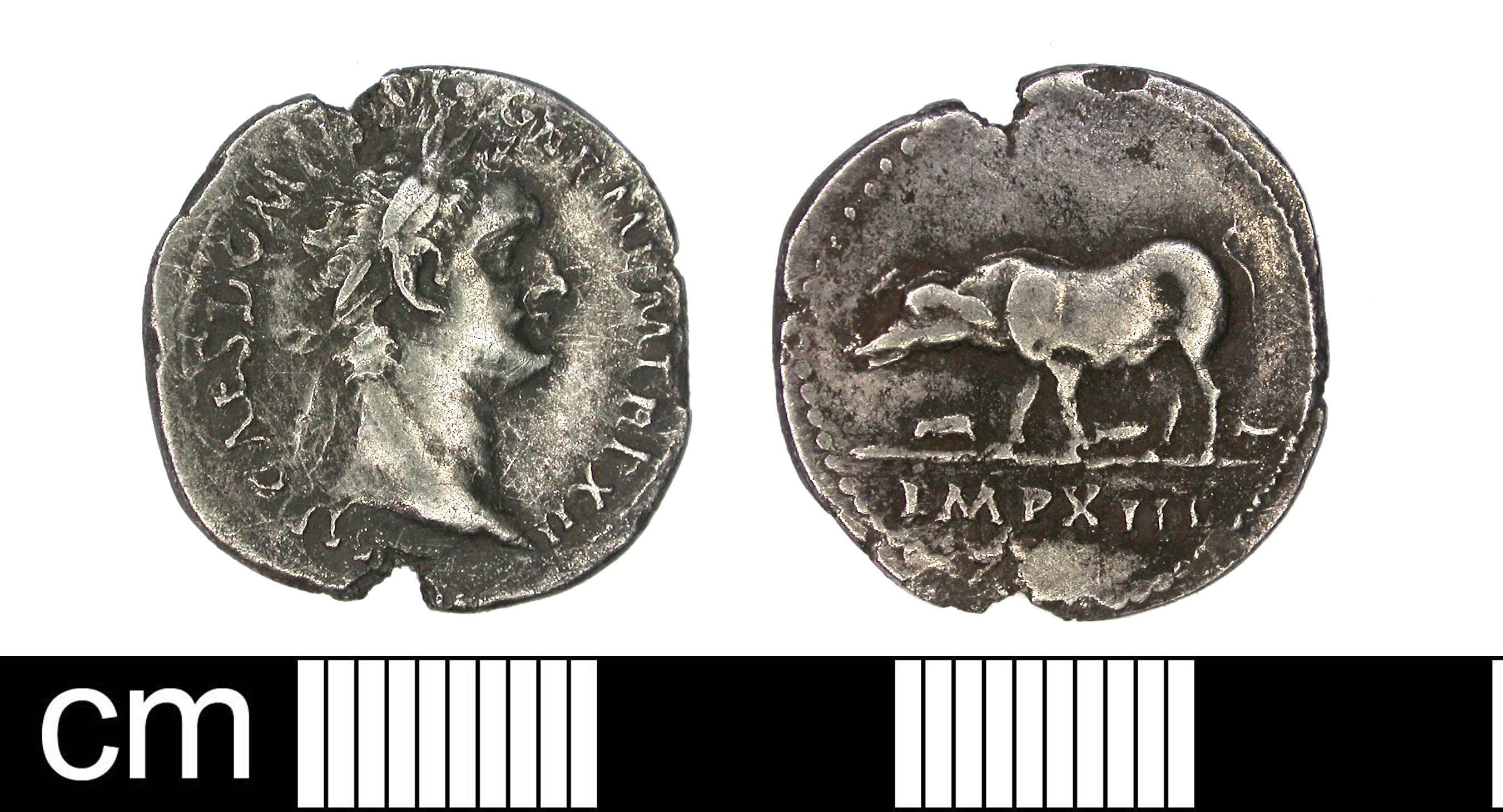
Moneda de plata que representa al emperador Vespasiano.
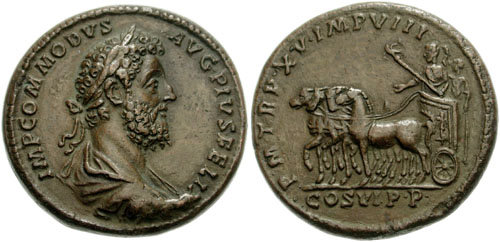
Moneda de bronce que representa al emperador Cómodo.

Descubierta en 1820, una dedicatoria que data de II menciona la restauración de los baños públicos, que habían quedado ruinosos, dirigida por Pompeyo Libo Marco (o Marco Pompeyo), sacerdote de la templo de Marte de una familia de notables manumitidos (en latín: libertus).

#### Organización general del espacio termal
Los basamentos se encontraron el 3 de diciembre de 1857, durante la excavación del canal de Périgueux, cerca de la esclusa entre el río Isle y la calle Sainte-Claire, a unos 230 m aguas abajo del molino Sainte-Claire. Un primer plano fue elaborado entonces por Édouard Galy en 1859, en las Actes du Congrès archéologique de France, celebradas en Périgueux ese año. En 1862, dibujó una segunda versión ligeramente diferente y, esta vez, acotado En 1930, P. Barrière reprodujo la primera versión del plano de Édouard Galy en su obra sobre la historia de Vésone. Un cuarto plano, también acotado y dibujado en tinta china y aguada, se conserva en el Museo de Arte y Arqueología del Périgord; al no estar fechado, es imposible saber si se trata o no de un plano más antiguo

Planos de las termas de Godofre.
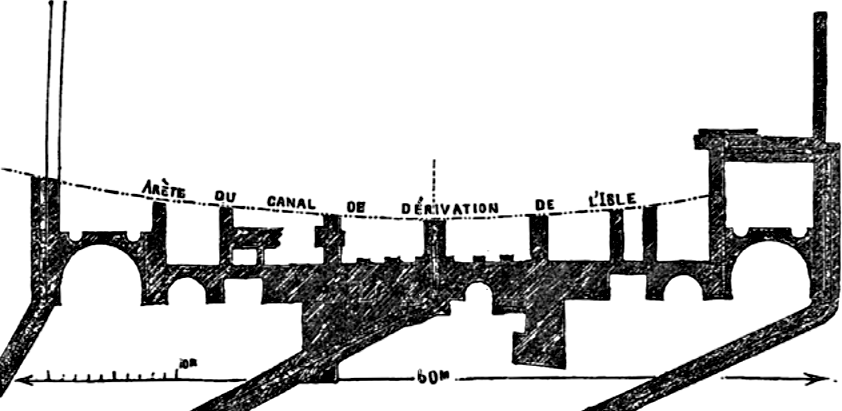
Plano de Édouard Galy, en 1859.
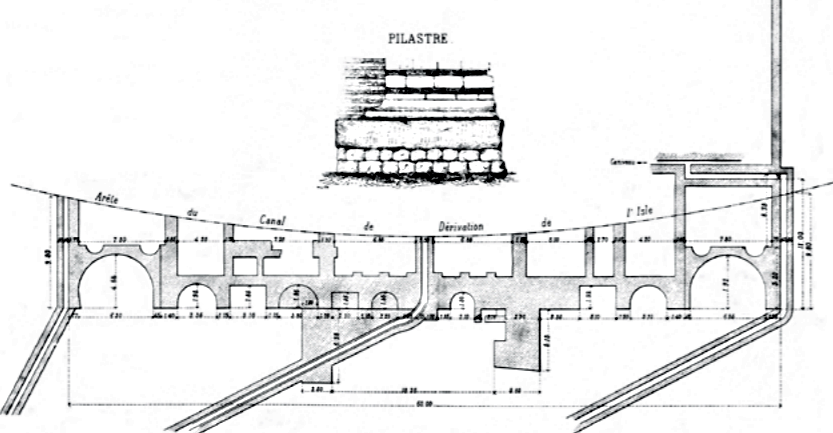
Plano de Édouard Galy, en 1862.
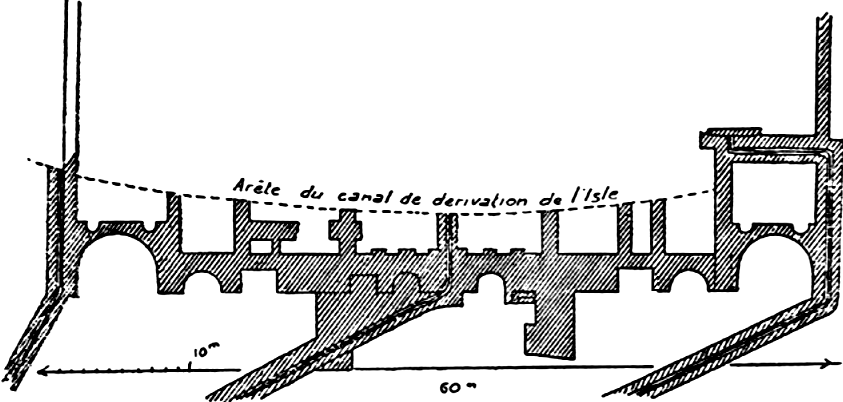
Plano de P. Barrière, en 1930.

Según los restos examinados por Édouard Galy, entonces conservador del Museo de Arte y de Arqueología de Périgord, la fachada principal al sur tiene unos 60 m de largo y dos o tres alcantarillas que la atraviesan de (1 m de alto por unos 0,60 m de ancho), en pendiente para desaguar en el río. Las termas de Godofre cubren una superficie de 1590 m2. La cámara subterránea llena de agua que alberga estas tuberías está construida con pequeñas piedras cuadradas, similares a las de la Torre Vesone y el anfiteatro.

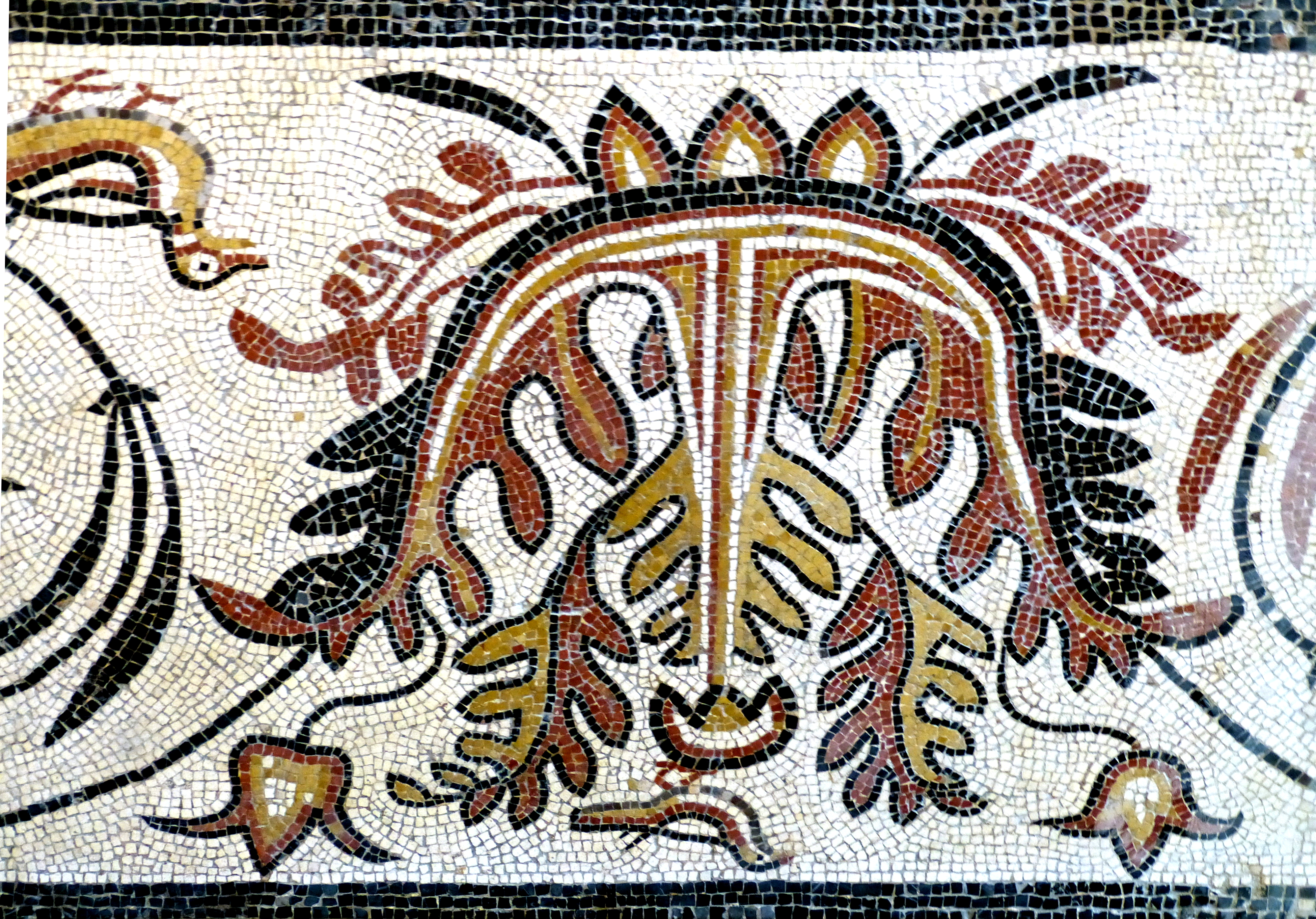
Coloridos mosaicos romanos, conservados en el museo de Vesunna.

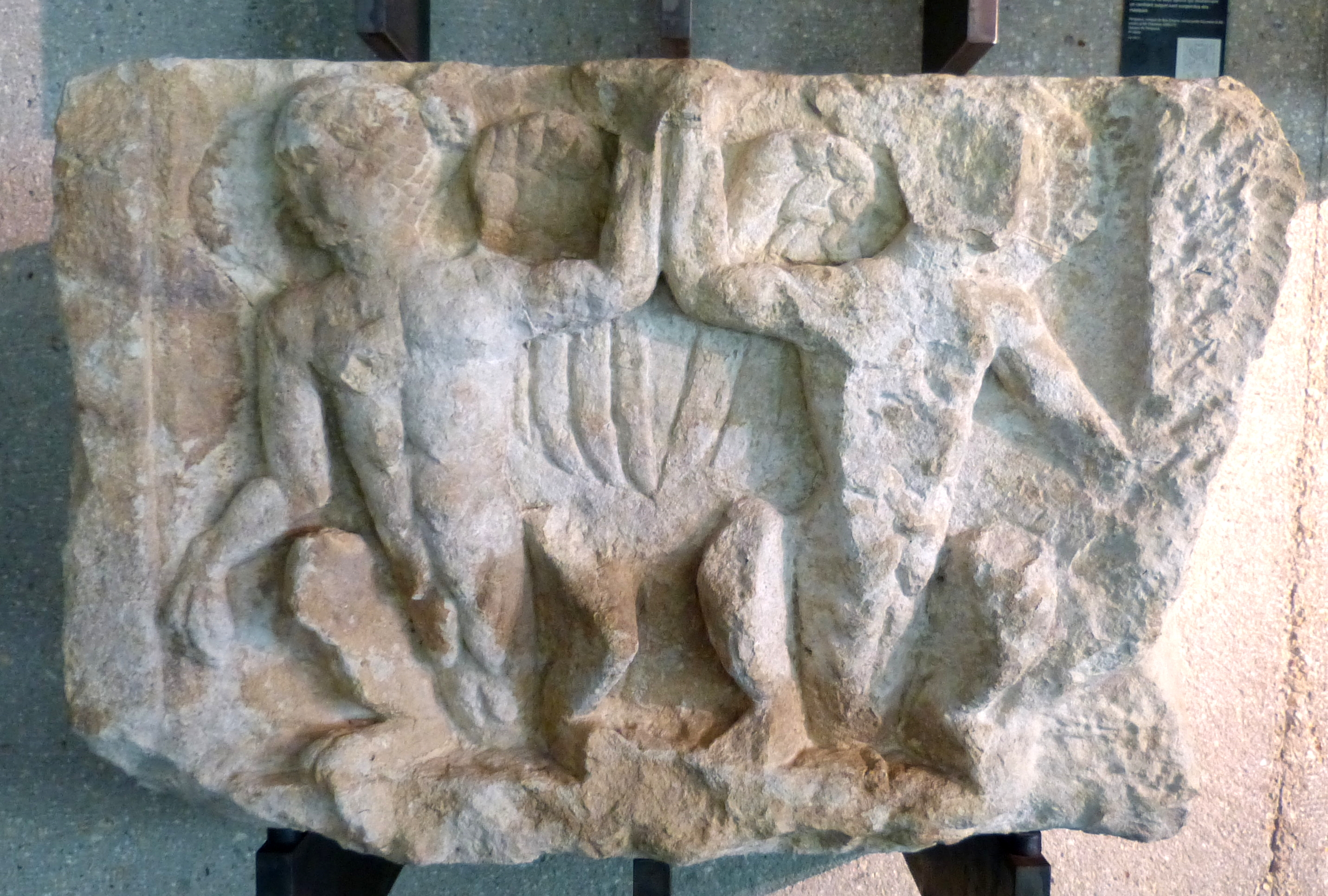
Fragmento de una pilastra del, conservado en el museo de Vesunna.

A simple vista, el monumento parece accesible desde dos puertas laterales, dada la disposición urbana, y no desde una puerta axial, como es el caso de la mayoría de los edificios romanos de la época. El edificio se compone de tres edificios principales, uno en el centro y los otros dos formando las alas este y oeste, conectados por galerías pavimentadas en el suelo con coloridos mosaicos romanos, supuestamente para magnificar el lugar.  A lo largo de la fachada están dispuestas exedras semicirculares y cuadrangulares separadas entre sí por pilastras de pequeño aparejo u opus mixtum (compuesto por escombros y ladrillos). Albergan estatuas, gradas, y ornamentos,Girardy-Caillat, 2013, p. 37, como vasosde mármol (blanco o de color) y terracota, pintados o esculpidos.  Los elementos decorativos hallados durante las excavaciones de 1857 se conservan en el Museo de Arte y Arqueología del Périgord y figuran en el catálogo de colecciones elaborado en 1862. En los extremos, las exedras semicirculares más grandes miden 6,30 m de diámetro al oeste y 6,35 m al este, con una profundidad de 4,55 m. Luego vienen otros dos pares de exedras más pequeñas: las dos primeras exedras, semicirculares, tienen un diámetro de 3,35 m al oeste y de 3,10 m al este, para una profundidad de 1,95 m; las segundas, cuadrangulares, tienen una anchura de 3,10 m, con una profundidad de 1,85 m al oeste y de 1,92 m al este. Otra exedra semicircular se muestra solo al oeste, de dimensiones similares a la anterior; no se menciona en el plano de 1859 y su homóloga simétrica al este no parece existir. La parte axial de la fachada comprende exedras más pequeñas: dos semicirculares con un diámetro de 2,20 m al oeste y 2,10 m al este, para una profundidad de 1, 35 m al oeste y 1,30 m al este, luego una cuadrangular de 2,20 m de ancho y 1,35 m de profundidad.
Avanzando hacia el eje del monumento, dos salas simétricas se adosan a las anteriores. Miden aproximadamente 4,25 m de ancho y 8,70 m de largo, lo que da una superficie de 36,97 m2. Le siguen otros espacios no simétricos: al oeste, una habitación de 7,25 m de ancho y, al sur, otras dos mucho más pequeñas; al este, una habitación de 1,70 m de ancho y una segunda de 5 m. La parte central estaría ocupada por dos habitaciones de 6,88 m de ancho.
Tras la fachada, un portal da acceso desde el sur a una serie de salas termales, dispuestas casi simétricamente y que forman la fachada del edificio. Una zona construida a lo largo del eje del monumento, de 6,25 m de ancho y 19, 60 m, parece permitir identificar una fuente monumental, similar a la de los termas de Saint-Saloine en Saintes, que adornaría parcialmente la fachada de las salas de baño. En aras de la escenografía, esta fachada está frente a la ciudad para que pueda ser vista por cualquiera que pase en barco por el río Isle. Compuesta por una gran piscina central, la sala termal más meridional parece ser el caldarium (sala de baños calientes), debido a su tamaño (aproximadamente 132,76 m2) y su ubicación al final del circuito termal. Más al norte, se conciben dos posibilidades: dos frigidaria (sala de baños fríos) y su piscina o un único frigidarium con dos piscinae simétricas. Sea cual sea la hipótesis, una palestra se extiende más allá hacia el norte. La disposición del caldarium, de las cámaras de calentamiento y de la frigidaria es, de nuevo, muy similar a la de las termas de Saint-Saloine en Saintes.
La disposición de las cloacas sugiere que las letrinas podrían haber estado dispuestas simétricamente al este y al oeste del edificio. Cada habitación tendría un banco con una docena de lunetas espaciadas de 0,60 m, lo que parece muy poco en comparación con la superficie total de la habitación (63,72 m2). Esto otorga un espacio teórico de 5,31 m2 a cada usuario, muy superior a la media obtenida en la mayoría de las termas romanas 
Un molino de brazo, cuya muela inferior es una basa de una columna, parece haberse establecido cerca de las salas termales; una especie de tubería une el molino con las cloacas de las termas.
En 1888, se encontró un hipocausto cerca del primer puente del canal de Périgueux; se demolió un solo pilar y quedaron fragmentos de tejas (bipedales) y revestimientos de mármol.

## Abastecimiento de agua

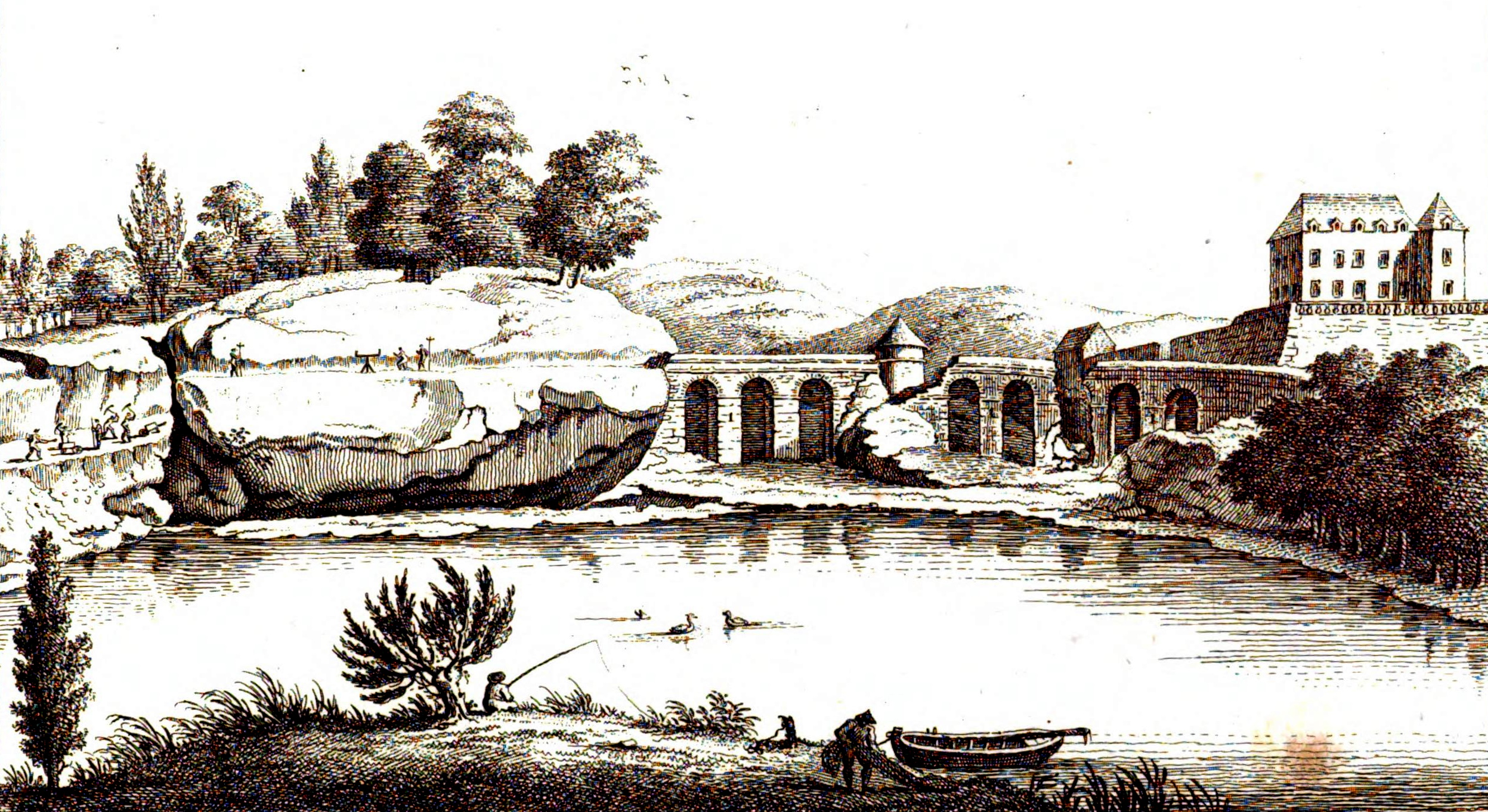
El acueducto de Grandfont que, según Wlgrin de Taillefer, abastecía las termas de Godofre.

Las termas se abastecían del acueducto de Grandfont (también conocido como acueducto de Petit Change). El agua se recibía a una altitud de 94,15 m, es decir, a 9,45 m del suelo. El acueducto de Grandfont no solo abastecía a las termas, sino también a todo este barrio de la ciudad.
Se han propuesto tres hipótesis sobre la llegada del agua. Según la primera, la llegada procedía directamente de la finca de Cébrades (hoy localidad situada en el municipio de Sanilhac), situada al otro lado del río Isle, con un cruce del río en arcadas  independientes. Según la segunda, la llegada se realiza mediante un cambio de dirección, hacia la derecha, en el recorrido del antiguo puente Japhet (desaparecido desde el siglo XV y sustituido hoy por una pasarela que une la place du 8-Mai-1945 con el quartier de Saint-Georges). Según el tercero, el agua de las termas procedía de la fuente de Amourat, situada a 9 km en la antigua comuna de Saint-Laurent-sur-Manoire.

### Datación aproximada

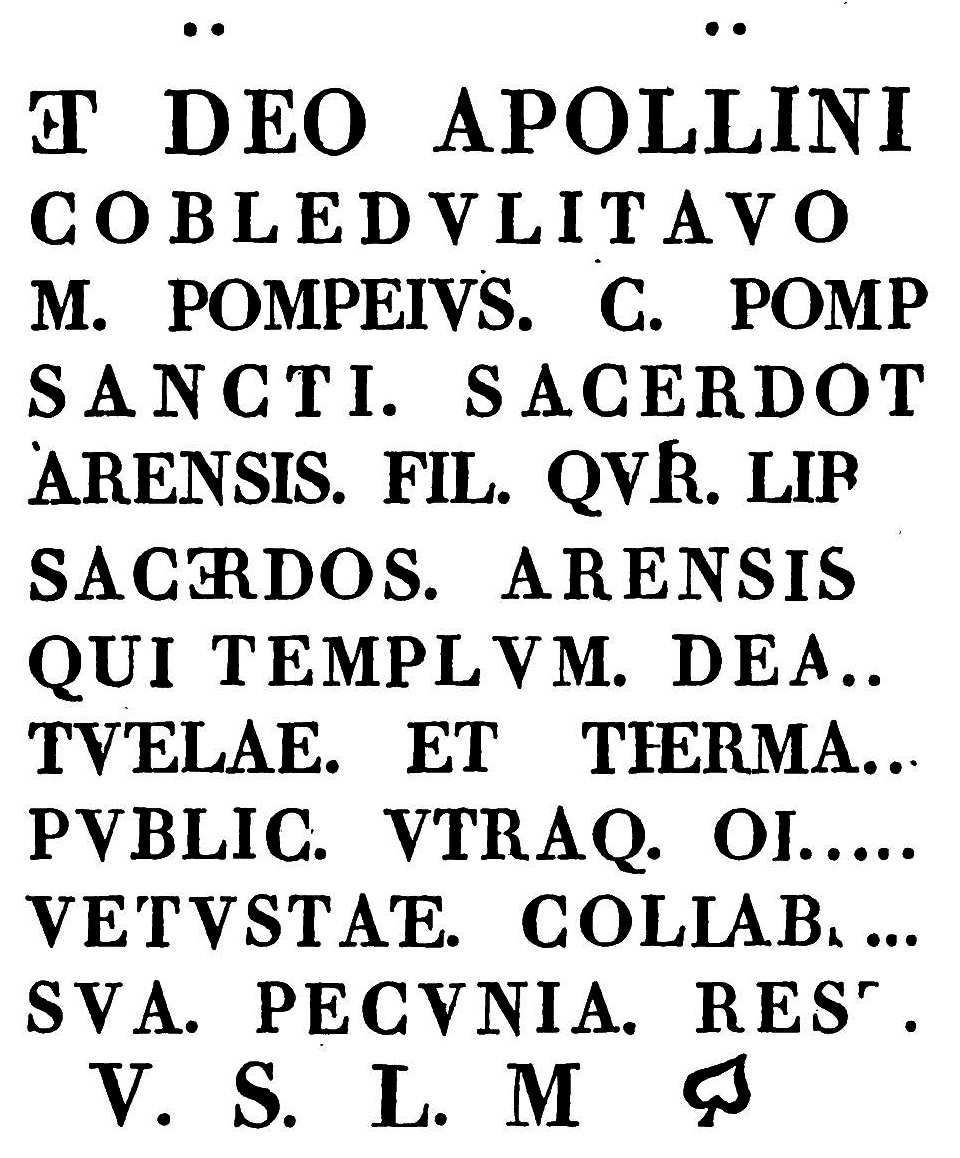
Inscripción en el castillo de Barrière que menciona la existencia de termas públicas en Vésone.

El arqueólogo Wlgrin de Taillefer se basó en 1826 en una inscripción del castillo Barrière para situar la fundación de las termas unos años antes de la era cristiana.
En 1857, François-Georges Audierne dató la construcción de las termas en el siglo I, a la vista de su estilo arquitectónico.
Según Alain Bouet en 2007, la presencia de monedas que representan a los emperadores Vespasiano y Cómodo sólo sugiere un terminus post quem para el abandono de las termas. Según Bouet, no hay ninguna razón para creer que las termas públicas mencionadas en la inscripción del castillo Barrière sean las del castillo Godofre: "«al haber sido encontrada in situ en el castillo Barrière, que se apoya contra la muralla del Bajo Imperio, [la inscripción] podría proceder de cualquiera de las termas de la ciudad»; solo la planta simétrica del monumento, característica de la arquitectura del siglo I d. C., permite datarlo en este periodo. Además, las numerosas similitudes entre las termas de Godofre y las de Saint-Saloine, así como el hecho de que estas últimas fueran más grandes, más elaboradas y se inspiraran en las primeras, indicarían que las termas de Godofre precedieron en varios años al monumento de Santon, construido en la primera mitad del siglo I d. C.
En 2011, la historiadora Anne-Marie Cocula pareció confirmar esta última hipótesis, situando la construcción del edificio en el siglo I d. C.

## Instalaciones termales menores

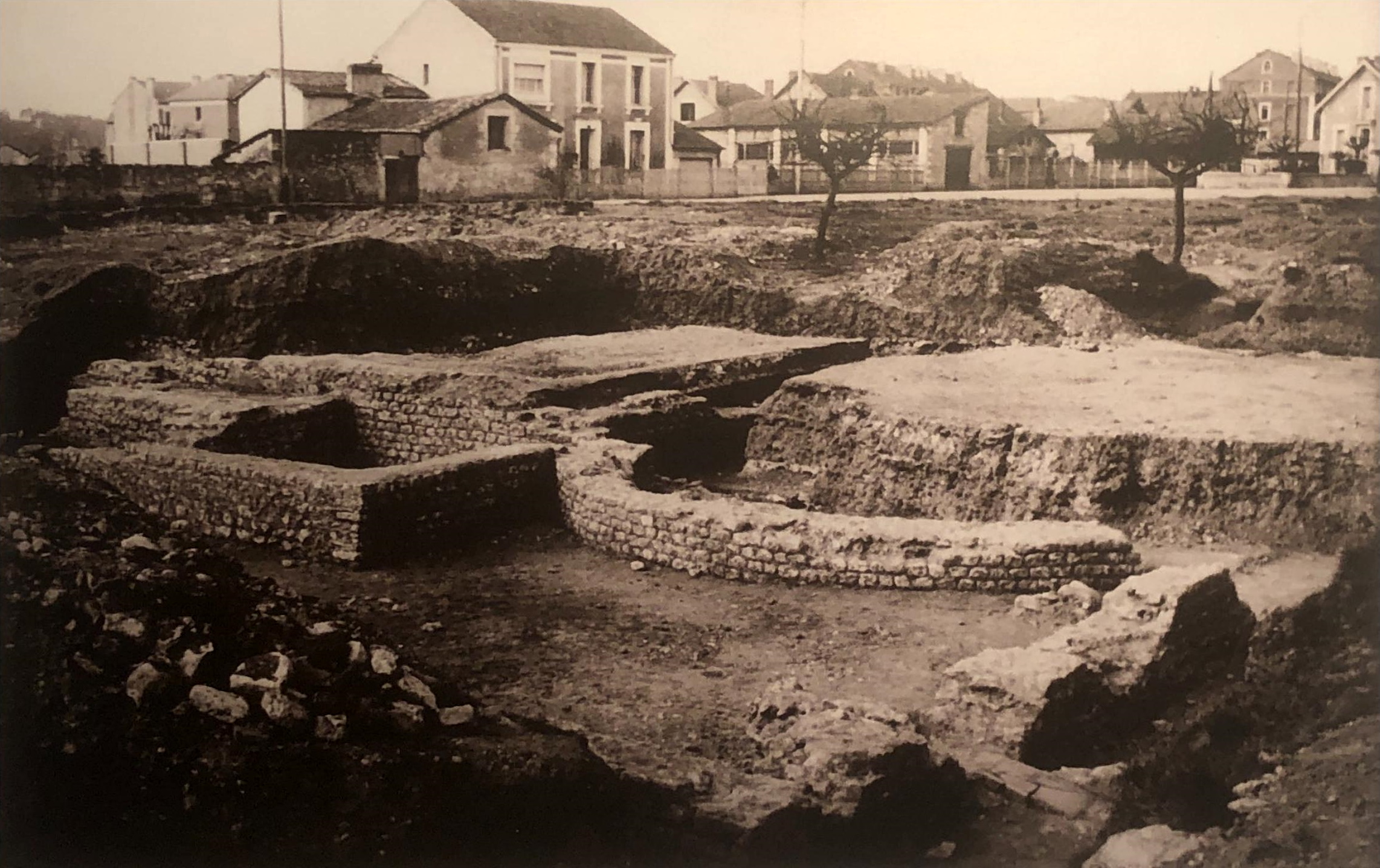
Vista de los restos identificados en 1939 en la rue de Vésone.

Unas termas romanas más modestas, probablemente alimentadas por los acueducto de Jameaux, se encuentran al sur del foro de Vésone. Fueron vistas durante el otoño de 1939, entre las calles de Campniac y Vésone, cuando se excavaron [trincheras]]s para la defensa pasiva al comienzo de la Segunda Guerra Mundial. El espacio incluye dos piscinas en salas con ábsides en cada extremo, una sala climatizada contra la que se apoya una pequeña sala que encierra el praefurnium, y un patio al sur delimitado por pórticos. Una segunda palestra se desarrolló al norte.

### Termas de la rue La Calprenède
También se localizan unas pequeñas termas romanas al este del foro, en lo que hoy es la rue La Calprenède.<ref group="nota">Aunque esta vía aparece con el nombre de "rue Lacalprenède" en el Géoportail, rinde homenaje al novelista y dramaturgo Gautier de Costes de La Calprenède. Ningún estudio posterior —nueva excavación o reexamen de los datos adquiridos en su momento— ha permitido profundizar en la afirmación realizada por el arqueólogo Alain Bouet en 2007.

## ¿Una cuarta terma al oeste del foro?

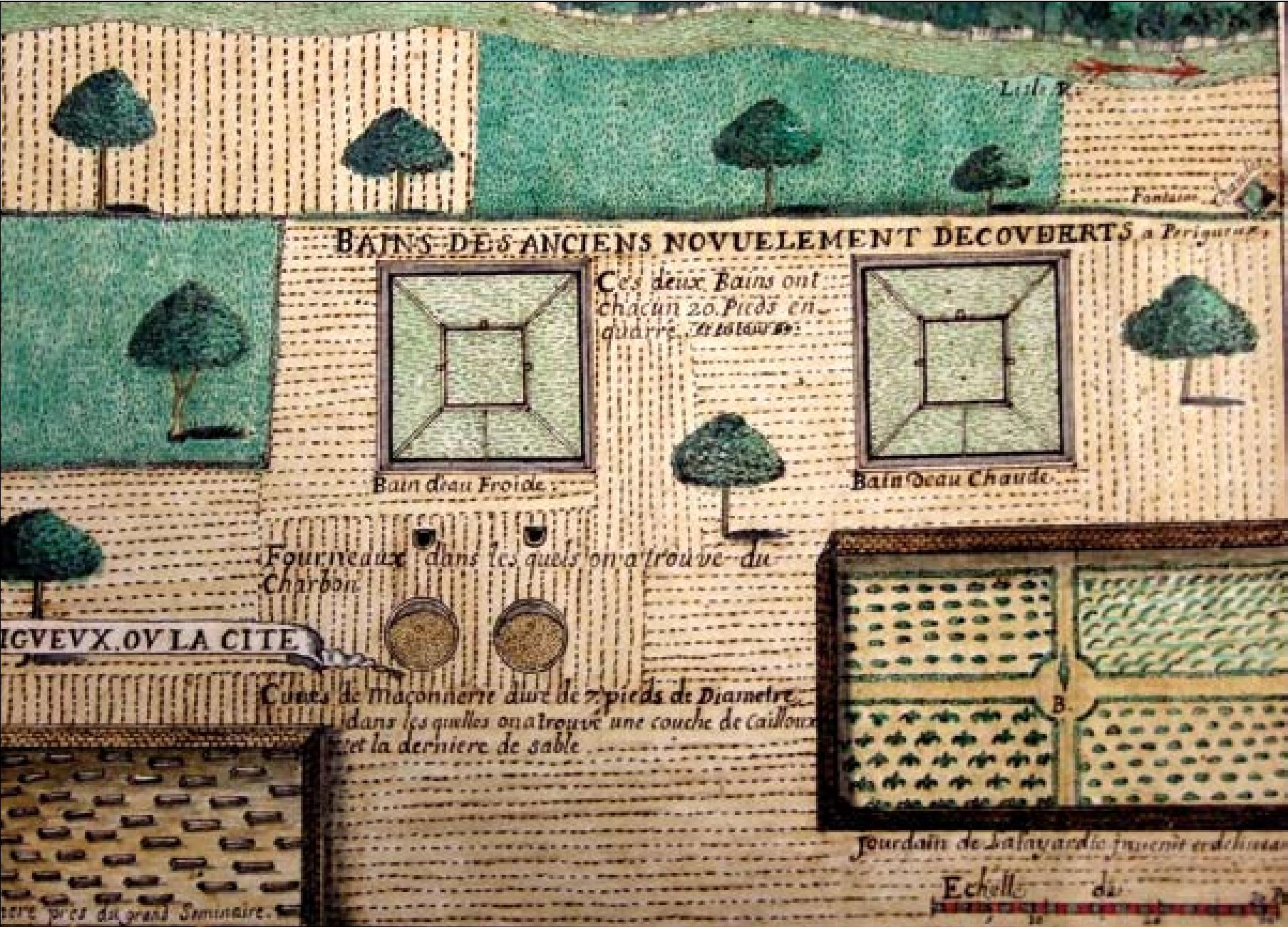
Plano en perspectiva de los restos de las termas de Vésone descubiertas en 1759 y 1760.

En su memoria leída en la Académie nationale des sciences, belles-lettres et arts de Bordeaux en 1759 y 1760, Jourdain de Lafayardie alimentó la hipótesis de que se había construido otro edificio termal al oeste del foro de Vésone.
En 1759, fue contactado por un particular que había encontrado mucha resistencia durante los trabajos de albañilería en su campo y había descubierto canalizaciones  de terracota. Tras examinar el terreno y realizar excavaciones, Jourdain de Lafayardie descubrió una fuente de agua, las bases de una sala compartimentada con asientos uniformes, así como algunas medallas indescifrables debido a la oxidación. Una gran piedra con una inscripción en letras romanas hallada también en el yacimiento confirma la presencia de baños públicos, aunque no los sitúa con precisión en este lugar.

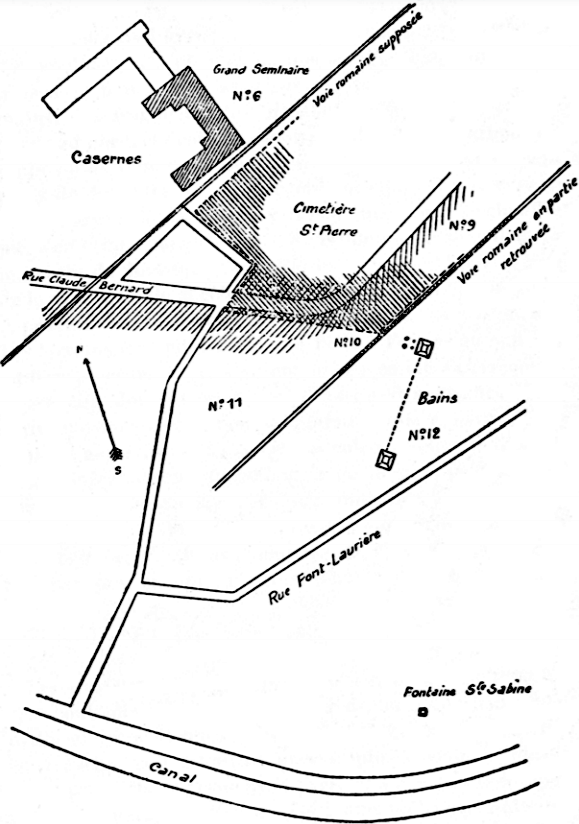
Emplazamiento de los vestigios descritos por Jourdain de Lafayardie en el mapa de Périgueux de 1930.

En 1760, Jourdain de Lafayardie prosiguió sus investigaciones e identificó, unos metros más allá, otras dos salas que medían aproximadamente 37,21 m2 (6,10 m a cada lado) y estaban separadas por 9,14 m entre sí: un caldarium y un frigidarium, este último cubierto de pintura de colores, pero manchado y deteriorado por el tiempo y los escombros. En el frigidarium se encuentra una especie de calentador de pies, de ladrillo perforado por encima por pequeños agujeros. En el mismo lugar se descubren piedras talladas de mármol gris moteado de marrón y fragmentos de cornisas de mármol. A dos metros al norte del frigidarium, la presencia de dos hornos de carbón, a continuación, por encima de dos grandes cubas de aproximadamente 2 m de diámetro, el fondo de la primera de las cuales está cubierta con una capa de guijarros y el fondo de la segunda con arena, sugiere que el agua fue filtrada primero por las cubas y luego calentada en los hornos para su uso en los baños.

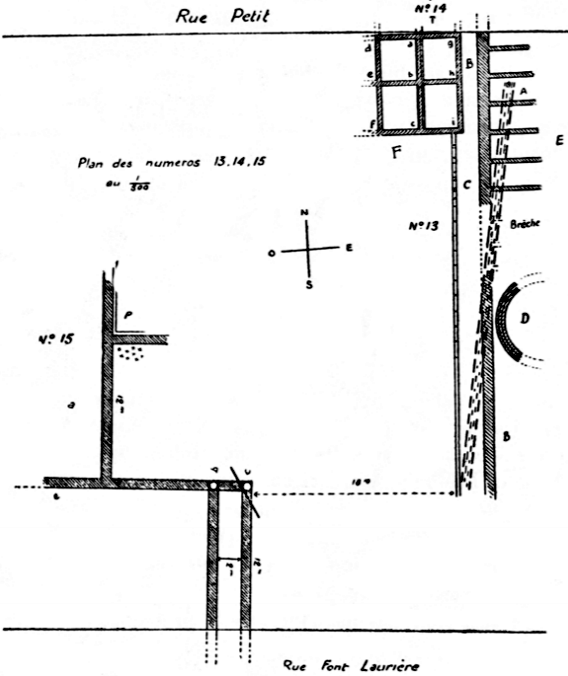
Restos descubiertos al sur de la rue Petit por Wlgrin de Taillefer.

En 2007, Alain Bouet cuestionó la interpretación de Jourdain de Lafayardie de los resultados de sus excavaciones, En primer lugar, corrige las mediciones realizadas por su predecesor: la superficie de cada una de las dos salas es de 42,50 m2 (6,50 m lados) y están separadas entre sí por 7,65 m. Aunque su descripción tiene todas las características de una letrina pública con una alcantarilla lateral, con asientos uniformes que corresponderían a un banco agujereado hallado parcialmente derrumbado en la alcantarilla, el plano en perspectiva y las anotaciones textuales parecen cuestionar la interpretación que se ha hecho. La ramificación de las canalizaciones en las dos salas corresponde más bien al plano característico de un hipocausto. Los hornos y las cubas indican la ubicación del praefurnium. En 1822 y 1823, las excavaciones realizadas en los alrededores por Wlgrin de Taillefer, y en particular el descubrimiento de tres mosaicos policromados, demostrarían que se trataba más bien de un barrio de casas acomodadas ocupado hacia principios del siglo III. Las habitaciones descubiertas por Jourdain de Lafayardie se referirían más probablemente al dominio doméstico y no constituirían por tanto un cuarto complejo termal público.

## Memoria
Anteriormente mencionada como chemin de Saint-Pierre-ès-liens en el plan catastral de 1872, la rue de Périgueux, que comienza en la vía férrea, atraviesa el bulevar Bertran-de-Born y desemboca en el bulevar de Vésone, recibió el nombre de rue des Thermes, tras una deliberación municipal el 19 de febrero de 1884. Se dice que ocupa parte del trazado de una calzada romana. En este mismo barrio, la subdivisión en lotes  creado en 1937, que permitió diseñar la rue André-Eymard y la rue Georges-Vacher en 1957 y 1959, llevaba el nombre de «lotissement des Thermes de Vésone».